# Зарудня
Зарудня (пол. Zarudnia) — село в Польщі, у гміні Руда Гута Холмського повіту Люблінського воєводства.
Населення — 204 особи (2011).
У 1975-1998 роках село належало до Холмського воєводства.

## Демографія
Демографічна структура станом на 31 березня 2011 року:
|          | Загалом | Допрацездатний вік | Працездатний вік | Постпрацездатний вік |
| -------- | ------- | ------------------ | ---------------- | -------------------- |
| Чоловіки | 101     | 32                 | 58               | 11                   |
| Жінки    | 103     | 21                 | 51               | 31                   |
| Разом    | 204     | 53                 | 109              | 42                   |